# Уткиагвик
Уткиа́гвик (англ. Utqiagvik, инуитск. Utqiaġvik, Ukpiaġvik; до 2016 Ба́рроу, англ. Barrow) — город на самом севере Аляски. Один из самых северных городов мира и самый северный населённый пункт и город США. По состоянию на 2021 год население составляет 4 443 человека. По состоянию на 2009 год примерно 61 % населения составляют эскимосы. Старое название — в честь Джона Барроу. С 1 декабря 2016 года в результате референдума, проведённого в октябре 2016 года, город официально носит  традиционное эскимосское название Уткиагвик.
Рядом находится мыс Барроу. Около города есть метеорологическая станция и ведётся добыча нефти.

## География
Город расположен приблизительно в 2100 километрах от Северного полюса. Всего 2,6 % земной поверхности находится севернее Уткиагвика.
Согласно данным Бюро переписи населения США, город занимает площадь 54 км², из которых 47 км² приходится на сушу и 8 км² — на водные ресурсы. Всего 14 % общей площади города занято водой. Преобладающий тип земель в городской черте Уткиагвика — тундра. Город расположен в районе вечной мерзлоты и глубина промерзания почвы достигает здесь 400 метров.
Недалеко от города расположен древний 8-километровый кратер Авак.

### Климат
В связи с тем, что Уткиагвик расположен в 515 километрах к северу от полярного круга, климат в городе холодный и сухой, классифицируется как полярный. Зимы в городе могут быть очень опасны из-за комбинации суровых морозов и сильных ветров, к тому же даже летом погода там очень прохладная. В Уткиагвике одни из самых суровых природных условий среди населённых пунктов мира, температура ниже 0 °C держится в городе с начала октября до конца мая, а дневная температура только 109 дней в году превышает 0 °C. Всего же температура в Уткиагвике принимает отрицательные значения в среднем около 324 дней в году, а заморозки и снегопады возможны в любой месяц.
- Среднегодовая температура — −11,3 C°
- Среднегодовая скорость ветра — 5,6 м/с
- Среднегодовая влажность воздуха — 72 %

| Показатель                                     | Янв.  | Фев.  | Март  | Апр.  | Май   | Июнь  | Июль | Авг. | Сен.  | Окт.  | Нояб. | Дек.  | Год   |
| ---------------------------------------------- | ----- | ----- | ----- | ----- | ----- | ----- | ---- | ---- | ----- | ----- | ----- | ----- | ----- |
| Абсолютный максимум, °C                        | 2,2   | 2,2   | 1,1   | 5,6   | 8,3   | 22,2  | 26,1 | 24,4 | 16,7  | 6,1   | 3,9   | 1,1   | 26,1  |
| Средний суточный максимум, °C                  | −21,8 | −22,2 | −21,2 | −13,1 | −3,4  | 4,7   | 8,3  | 6,6  | 2,1   | −5,7  | −14,3 | −18,8 | −8,2  |
| Средняя температура, °C                        | −25,2 | −25,7 | −24,8 | −16,8 | −6,1  | 2     | 4,9  | 3,9  | 0,1   | −8,2  | −17,4 | −22,1 | −11,3 |
| Средний суточный минимум, °C                   | −28,6 | −29,1 | −28,4 | −20,5 | −8,6  | −0,7  | 1,6  | 1,2  | −1,9  | −10,8 | −20,4 | −25,4 | −14,3 |
| Абсолютный минимум, °C                         | −47,2 | −48,9 | −46,7 | −41,1 | −28,3 | −15,6 | −5,6 | −6,7 | −17,2 | −35,6 | −40   | −48,3 | −48,9 |
| Норма осадков, мм                              | 3     | 4     | 2     | 4     | 5     | 8     | 25   | 27   | 18    | 10    | 5     | 4     | 115   |
| Температура воды, °C                           | −2    | −2    | −2    | −2    | −2    | −2    | 0    | 2    | 2     | 0     | −1    | −2    | −1    |
| Источник: Погода и климат, World Climate Guide |       |       |       |       |       |       |      |      |       |       |       |       |       |

## Уткиагвик в массовой культуре
В городе происходит действие фильмов «30 дней ночи», «Все любят китов», «На льду» (2011).

## Города-побратимы
- Ушуая, Аргентина

## Галерея

Галерея
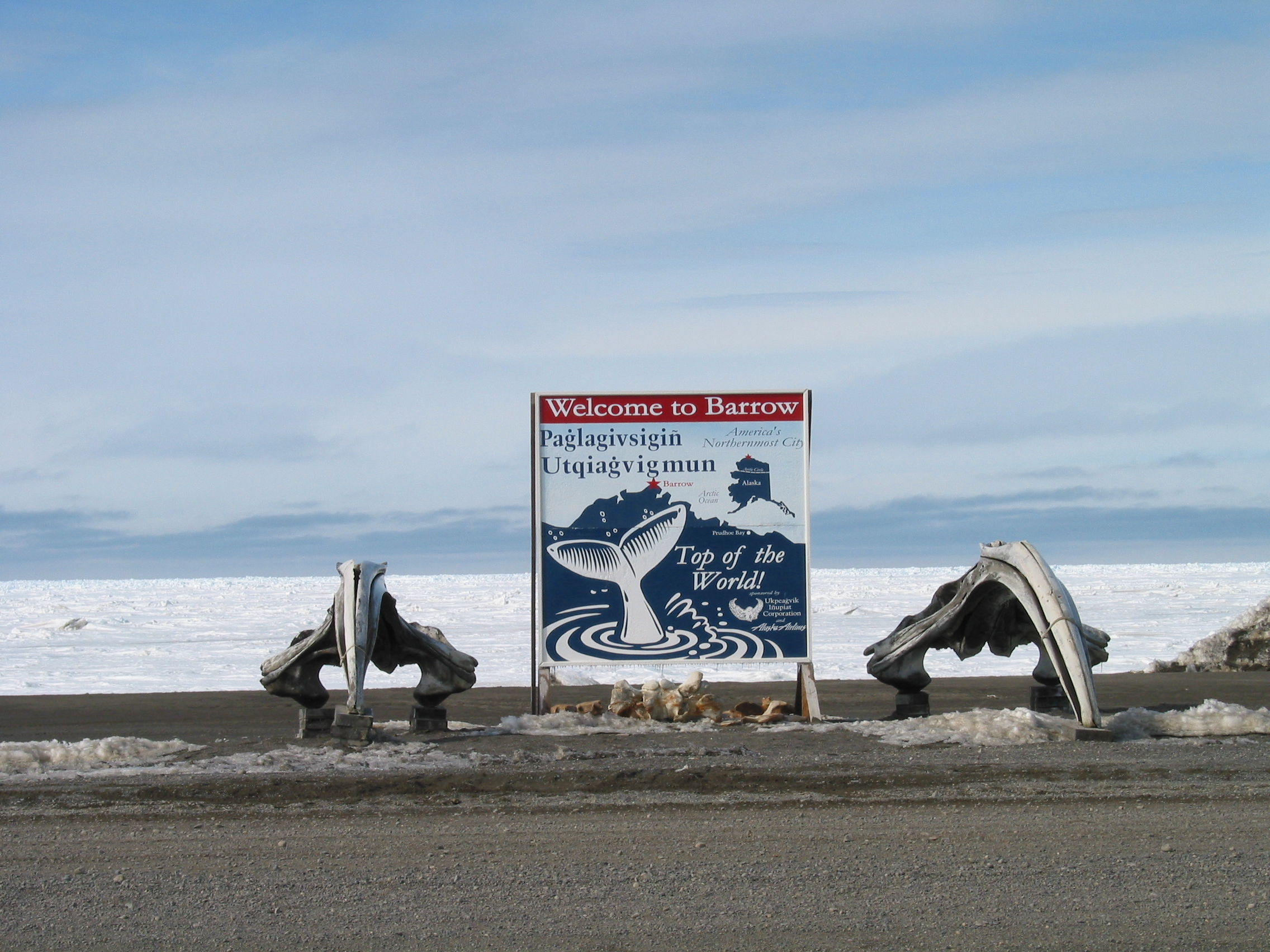
Добро пожаловать в Барроу; английский (Welcome to Barrow) и инупиак (Paġlagivsigiñ Utqiaġvigmun), 2004 год.
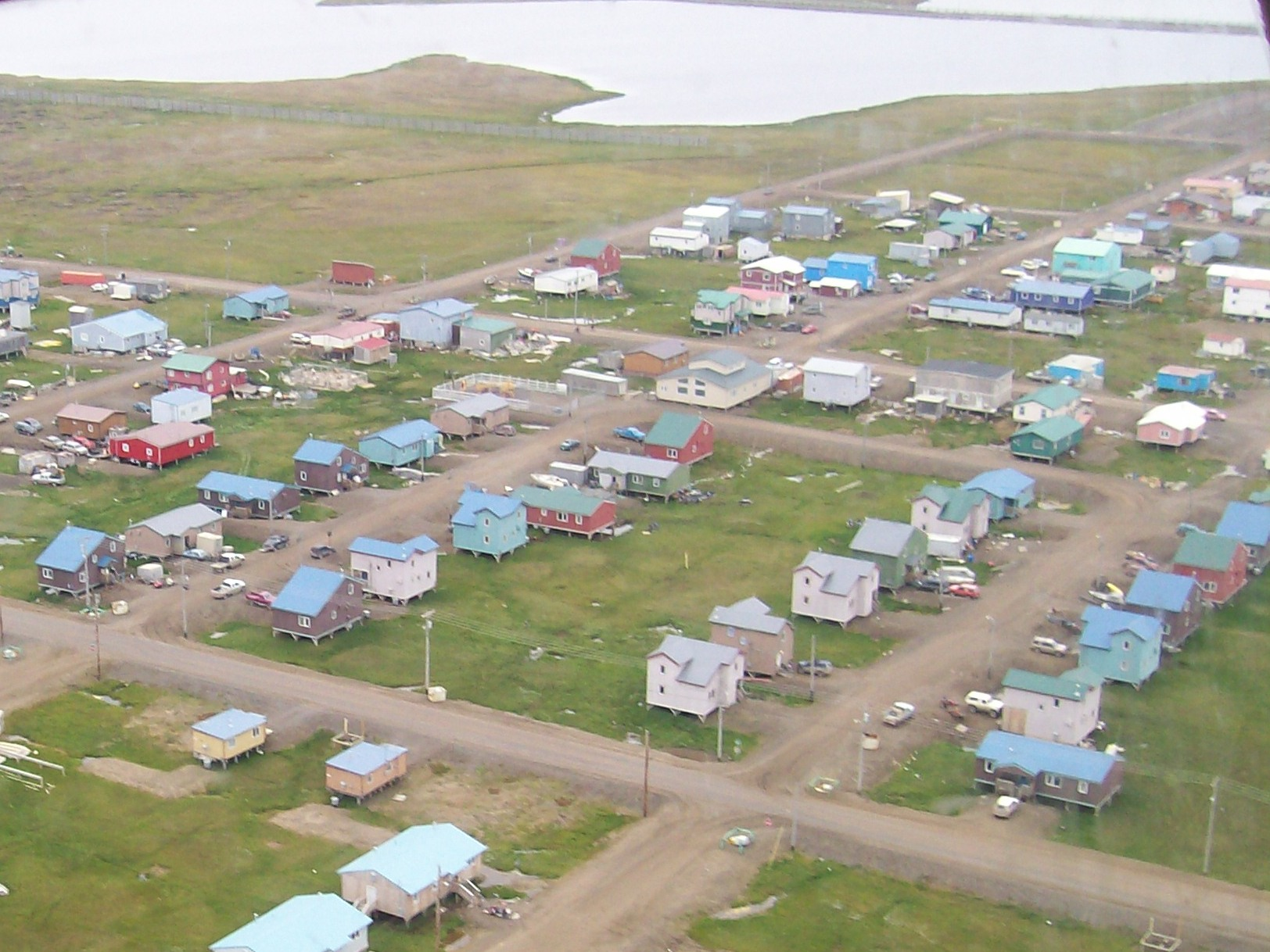
Вечная мерзлота в Уткиагвике вынуждает при постройке домов оставлять пространство между полом и поверхностью земли, строя дома на сваях.
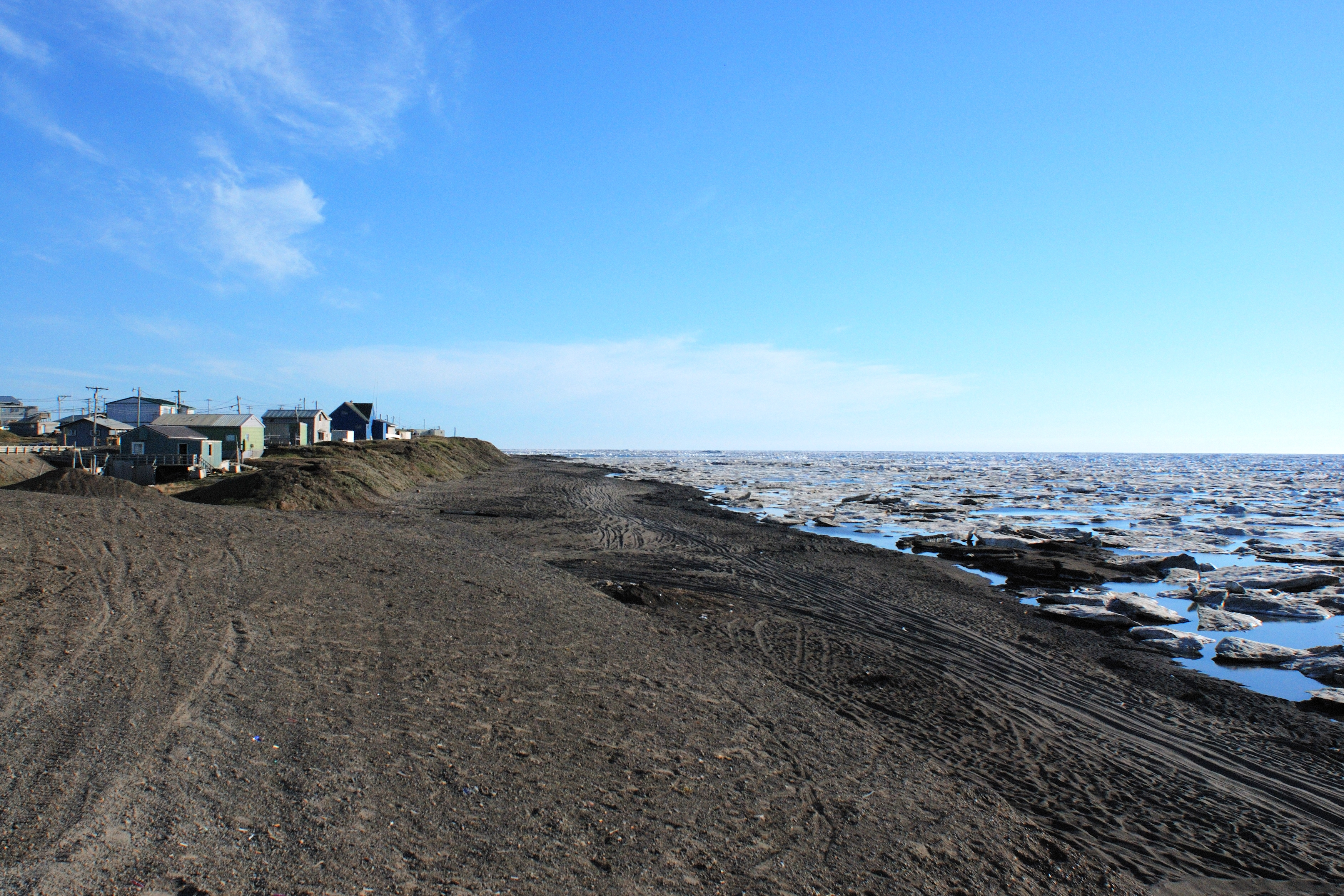
Дома вдоль арктический берега Северного Ледовитого океана в Уткиагвике.
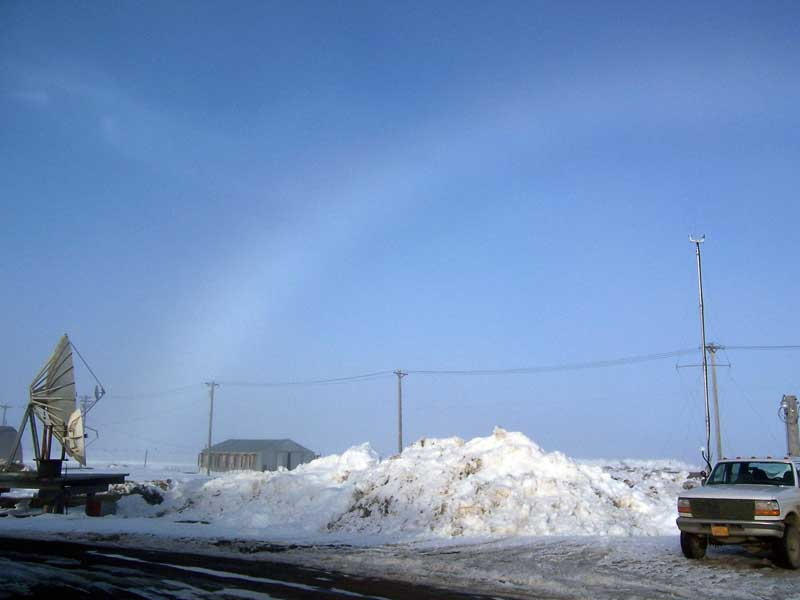
Туманная радуга в Уткиагвике.
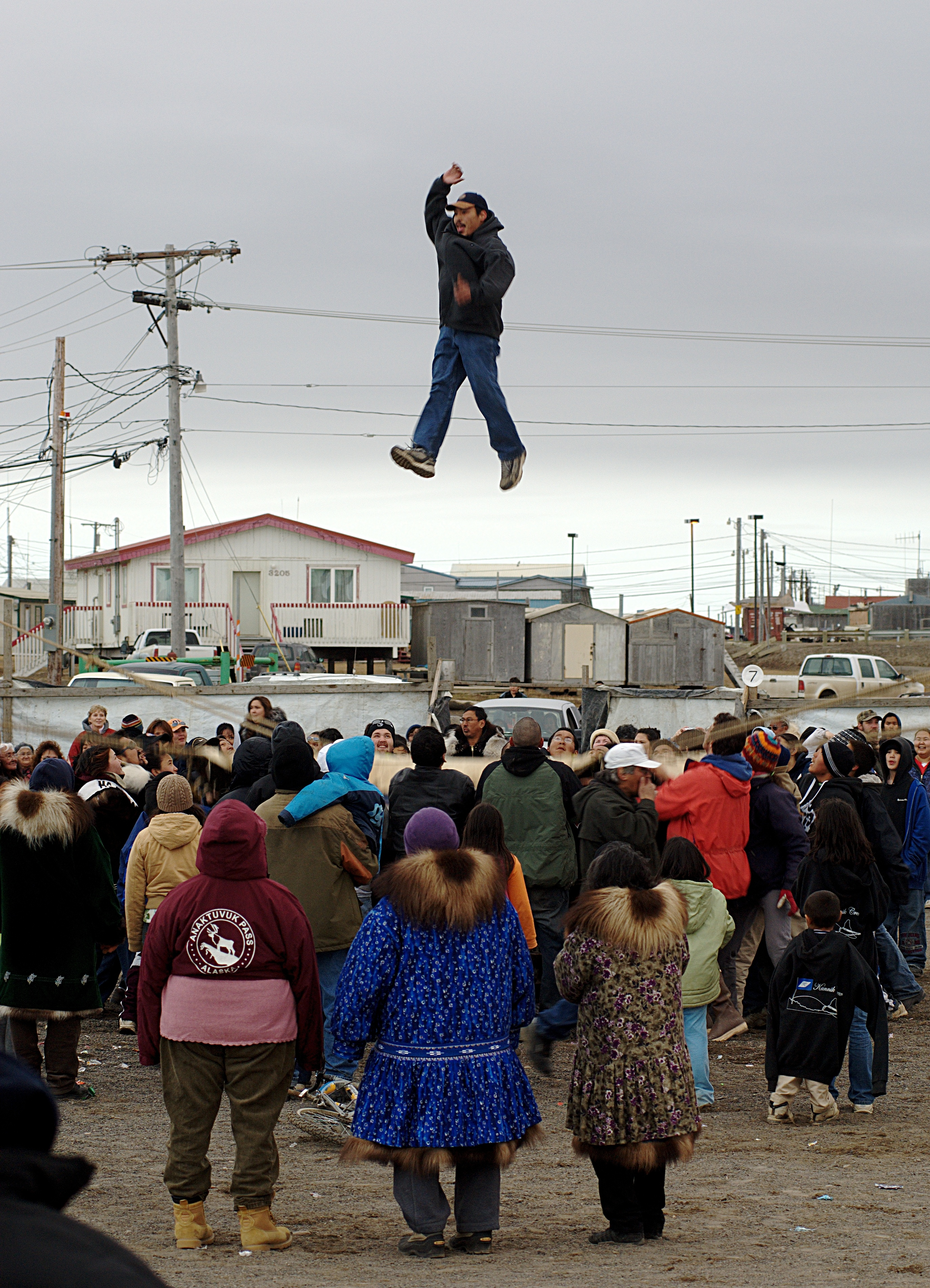
Подбрасывание вверх во время налукатака[англ.] в Уткиагвике.
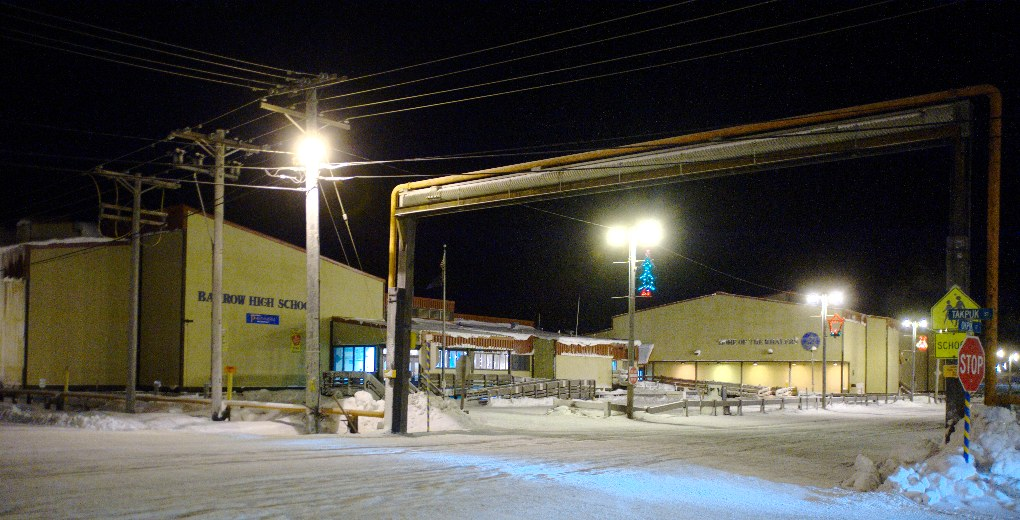
Средняя школа Барроу[англ.] в Уткиагвике.
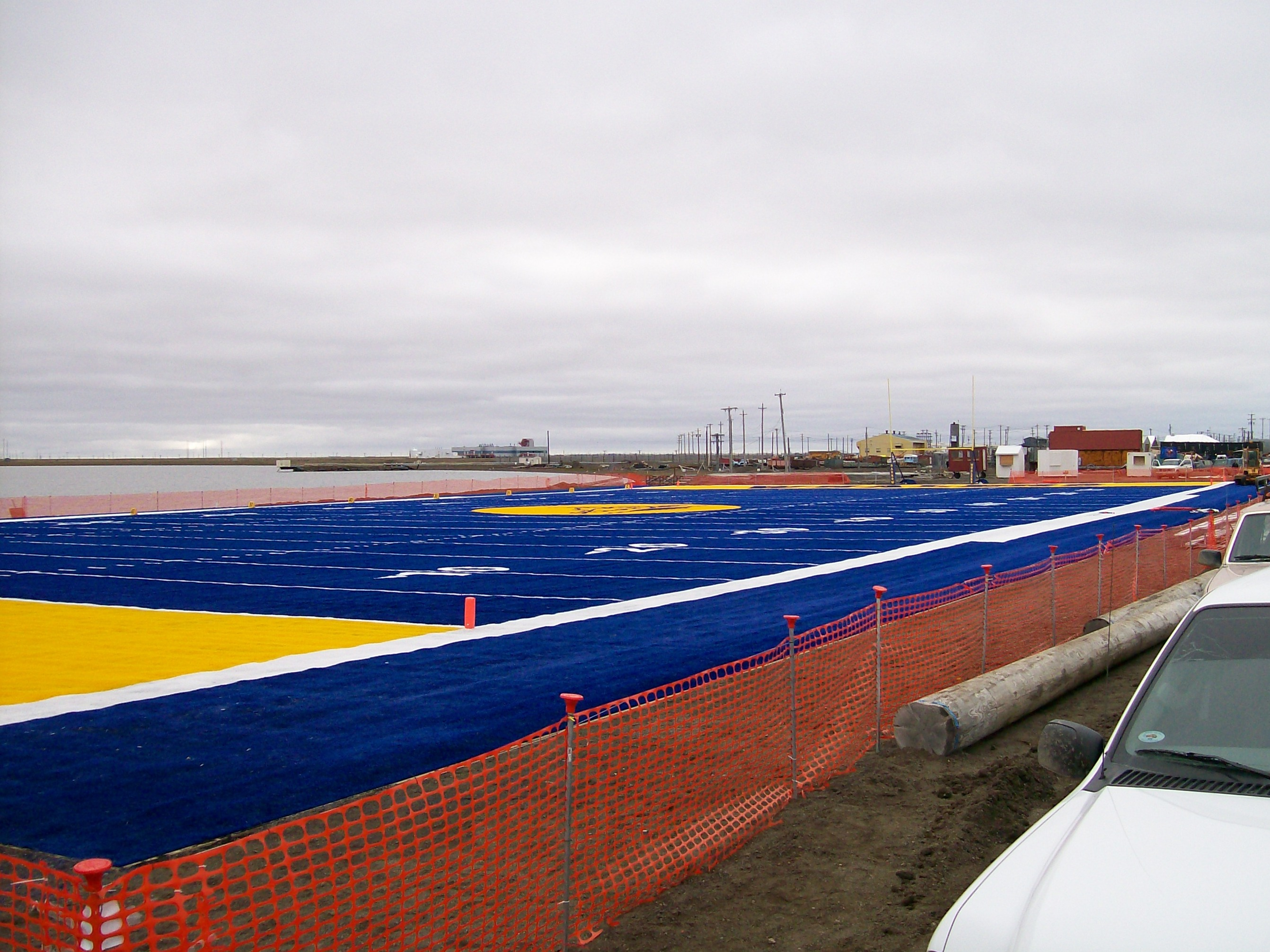
Поле с искусственным покрытием футбольной школьной команды Barrow Whalers средней школы Барроу
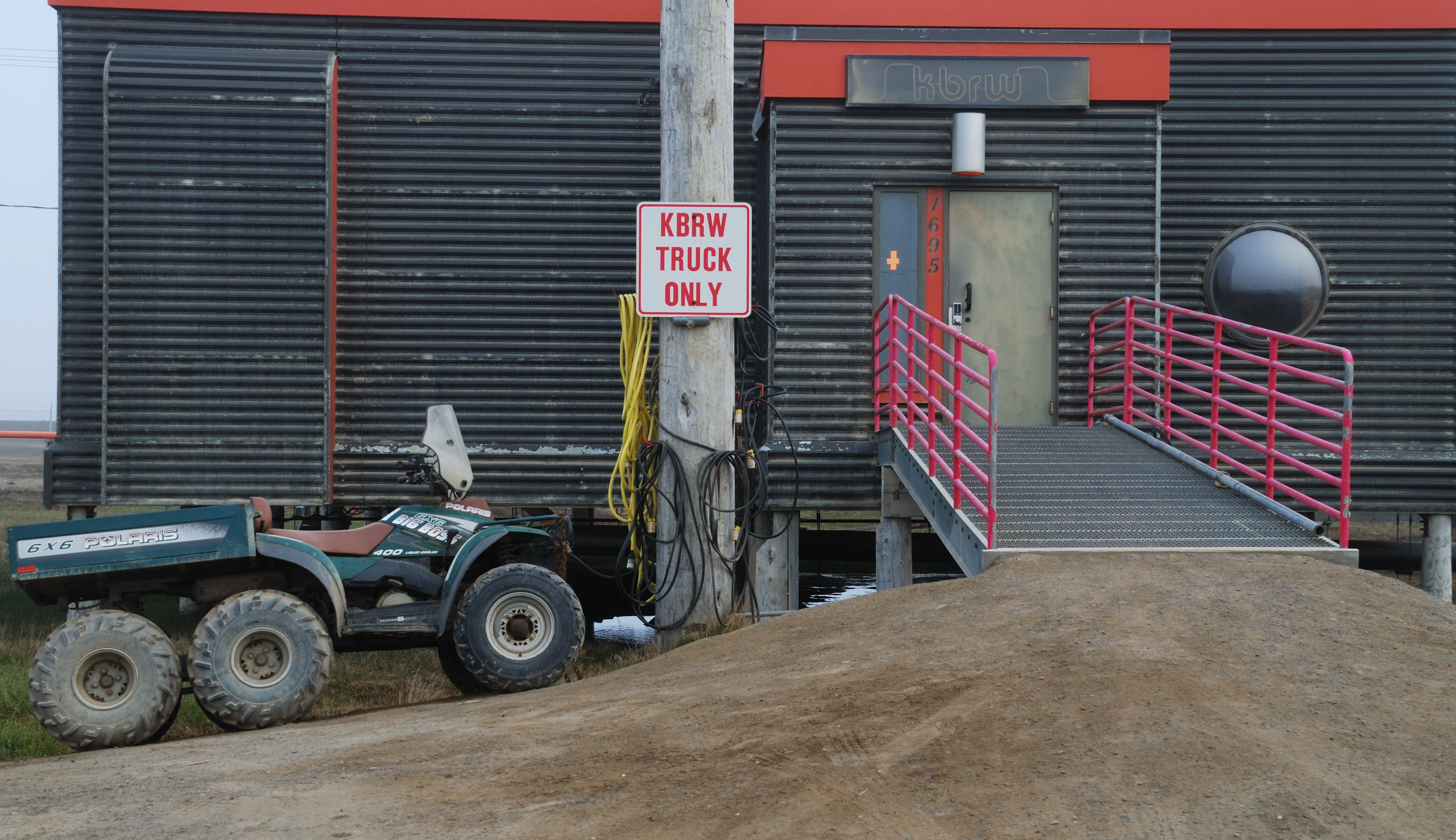
Здание студии местной радиостанции KBRW[англ.]